# Philadelphiafelttoget
Philadelphiafelttoget (1777–1778) var en britisk offensiv i den Amerikanske uafhængighedskrig. Felttoget var kontrolversielt, for godt nok erobrede William Howe de revolutionæres hovedstad Philadelphia, men han gik langsomt frem og støttede ikke det samtidige Saratogafelttog, som endte i en katastrofe for briterne. General Howe tog sin afsked under besættelsen af Philadelphia og blev erstattet med sin næstkommanderende Henry Clinton, som evakuerede sine styrker fra Philadelphia for at forstærke styrken i New York.

## Erobringen af Philadelphia
Efter at have sikret sig byen New York i Felttogene i New York og New Jersey koncentrerede
general Howe sig i 1777 om erobringen af Philadelphia, der var sæde for den revolutionære regering. Han gik langsomt frem. I slutningen af august landede han 15.000 tropper i den nordlige ende af Chesapeake Bay, ca. 90 km sydvest for Philadelphia. General George Washington placerede 11.000 mand mellem Howe og Philadelphia men blev udflanket og drevet tilbage i slaget ved Brandywine den 11. september 1777. Den Kontinentale kongres opgav igen byen og hastede til Lancaster og senere York. Britiske og revolutionære styrker manøvrerede rundt om hinanden i de følgende dage og stødte sammen i mindre sammenstød, såsom den såkaldte "Paoli massakren." Den 26. september havde Howe endelig udmanøvreret Washington og marcherede ind i Philadelphia uden at møde modstand. Dette bragte dog ikke nogen afslutning på oprøret, således som briterne havde ventet det. I det 18. århundredes krigsførelse var det almindeligt at den side, som erobrede modstanderens hovedstad, vandt krigen, men her fortsatte krigen i endnu seks år.
Efter at have erobret byen placerede briterne en garnison på omkring 9.000 tropper i Germantown, 8 km nord for Philadelphia. I slaget om Germantown forsøgte Washington den 4. oktober uden held at angribe Germantown, og trak sig derefter tilbage og ventede. I mellemtiden sikrede briterne sig kontrollen over Delawarefloden ved at tage Fort Mifflin og Fort Mercer i løbet af november. I starten af december afviste Washington med held et britisk angreb i Slaget ved White Marsh.
I denne periode havde Washington ikke alene problemer med briterne. I den såkaldte Conway Cabal diskuterede nogle politikere og officerer, der var utilfredse med hans seneste indsats som øverstkommanderende, i hemmelighed hvordan han kunne fjernes. Washington, som blev fornærmet over disse skjulte manøvrer, lagde åbent sagen for kongressen. Hans støtter samlede sig om ham, og episoden ebbede ud.

## Valley Forge og Monmouth
Washington og hans hær slog lejr ved Valley Forge i december 1777, ca. 30 km fra Philadelphia, og her blev de i de næste 6 måneder. I løbet af vinteren døde 2.500 mand (ud af 10.000) af sygdomme og kulde. Hæren kom imidlertid ud fra Valley Forge i kampklar stand som følge af et træningsprogram, der blev ledet af Baron von Steuben.
I mellemtiden var der sket et skifte i den britiske ledelse, hvor sir Henry Clinton erstattede Howe, som havde taget sin afsked. Frankrigs indtræden i krigen havde betydet en ændring af den britiske krigsstrategi, og Clinton fik ordre til at opgive Philadelphia og forsvare byen New York, som nu lå i en udsat position ved et fransk flådeangreb.
Washington sendte Lafayette i forvejen med en styrke, som faldt i et britisk baghold i Slaget ved Barren Hill.
Washingtons hær skyggede Clinton under hans tilbagetrækning og det kom til kamp i Slaget ved Monmouth den 28. juni 1778, det sidste større slag i den nordlige del af USA. Washingtons næstkommanderende general Charles Lee beordrede en kontroversiel tilbagetrækning under slaget, hvilket gav Clintons hær en chance for at undslippe. I juli nåede Clinton tilbage til New York og Washington var tilbage i White Plains. Begge hære var tilbage hvor de havde været to år tidligere. Bortset fra mindre træfninger skiftede krigens centrum herefter til andre områder.

## Yderligere læsning
- Anderson, Troyer Steele. The Command of the Howe Brothers During the American Revolution. New York and London, 1936.
- Buchanan, John. The Road to Valley Forge: How Washington Built the Army That Won the Revolution. Wiley, 2004. ISBN 0-471-44156-2.
- Jackson, John W. With the British Army in Philadelphia, 1777–1778. California: Presidio Press, 1979. ISBN 0-89141-057-0.
- Martin, David G. The Philadelphia Campaign: June 1777–July 1778. Conshohocken, PA: Combined Books, 1993. ISBN 0-938289-19-5. 2003 Da Capo reprint, ISBN 0-306-81258-4.
- McGuire, Thomas J. Battle of Paoli. Mechanicsburg, PA: Stackpole Books, 2000.
- McGuire, Thomas J. The Philadelphia Campaign, Vol. I: Brandywine and the Fall of Philadelphia. Mechanicsburg, PA: Stackpole Books, 2006. ISBN 978-0-8117-0178-5.
- McGuire, Thomas J., The Philadelphia Campaign, Vol. II: Germantown and the Roads to Valley Forge. Mechanicsburg, PA: Stackpole Books, 2007. ISBN 978-0-8117-0206-5.
- Taaffe, Stephen R. The Philadelphia Campaign, 1777–1778. Lawrence: University Press of Kansas, 2003. ISBN 0-7006-1267-X.